# Station Strzelinko
Station Strzelinko is een spoorwegstation in de Poolse plaats Strzelinko.